# Paustry
Paustry (deutsch Paustern) und Paustry (Osada) sind Ortschaften in der polnischen Woiwodschaft Ermland-Masuren innerhalb der Landgemeinde Górowo Iławeckie (Landsberg) im Powiat Bartoszycki (Kreis Bartenstein).

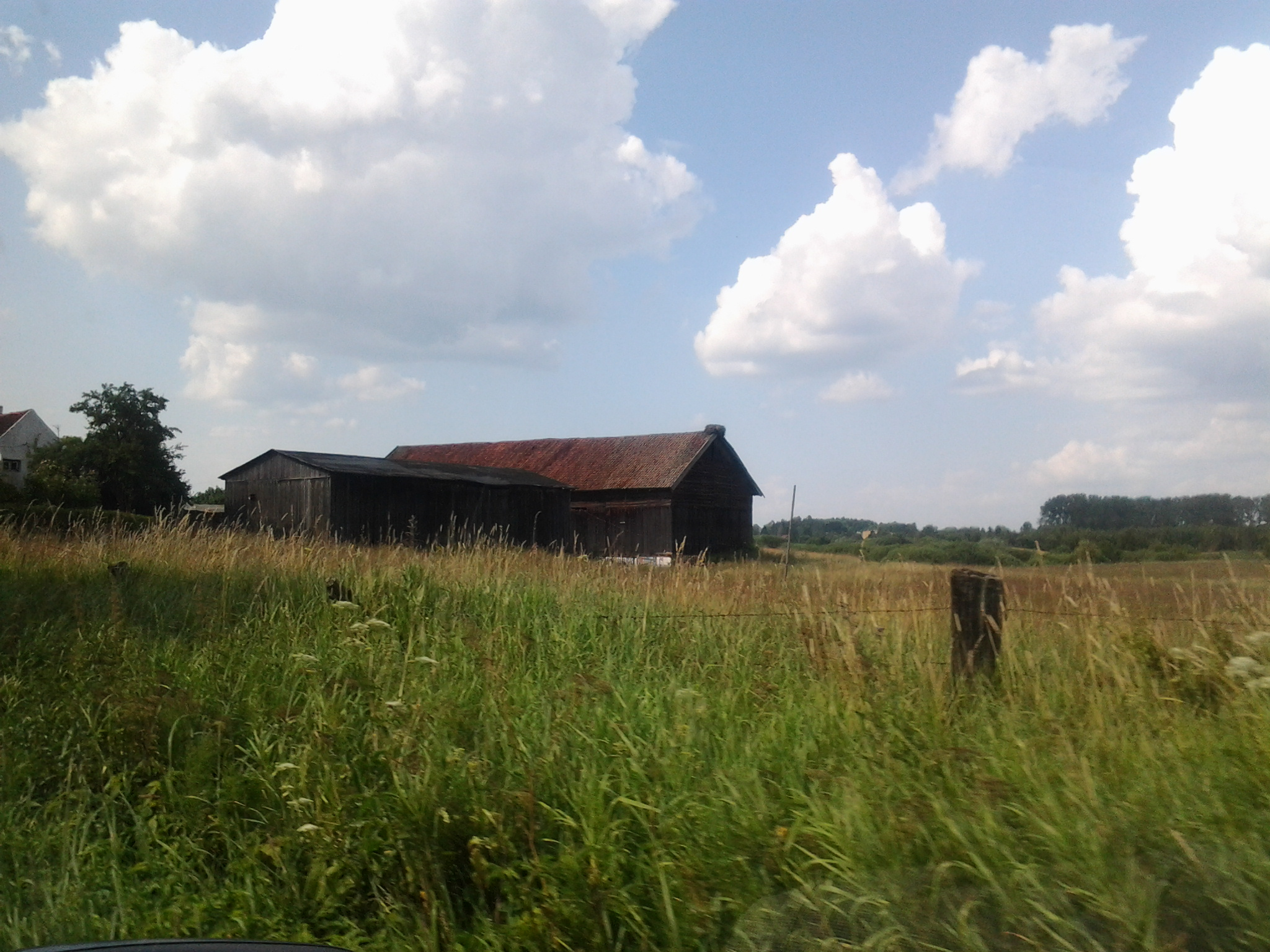
Anwesen in Paustry (Paustern)

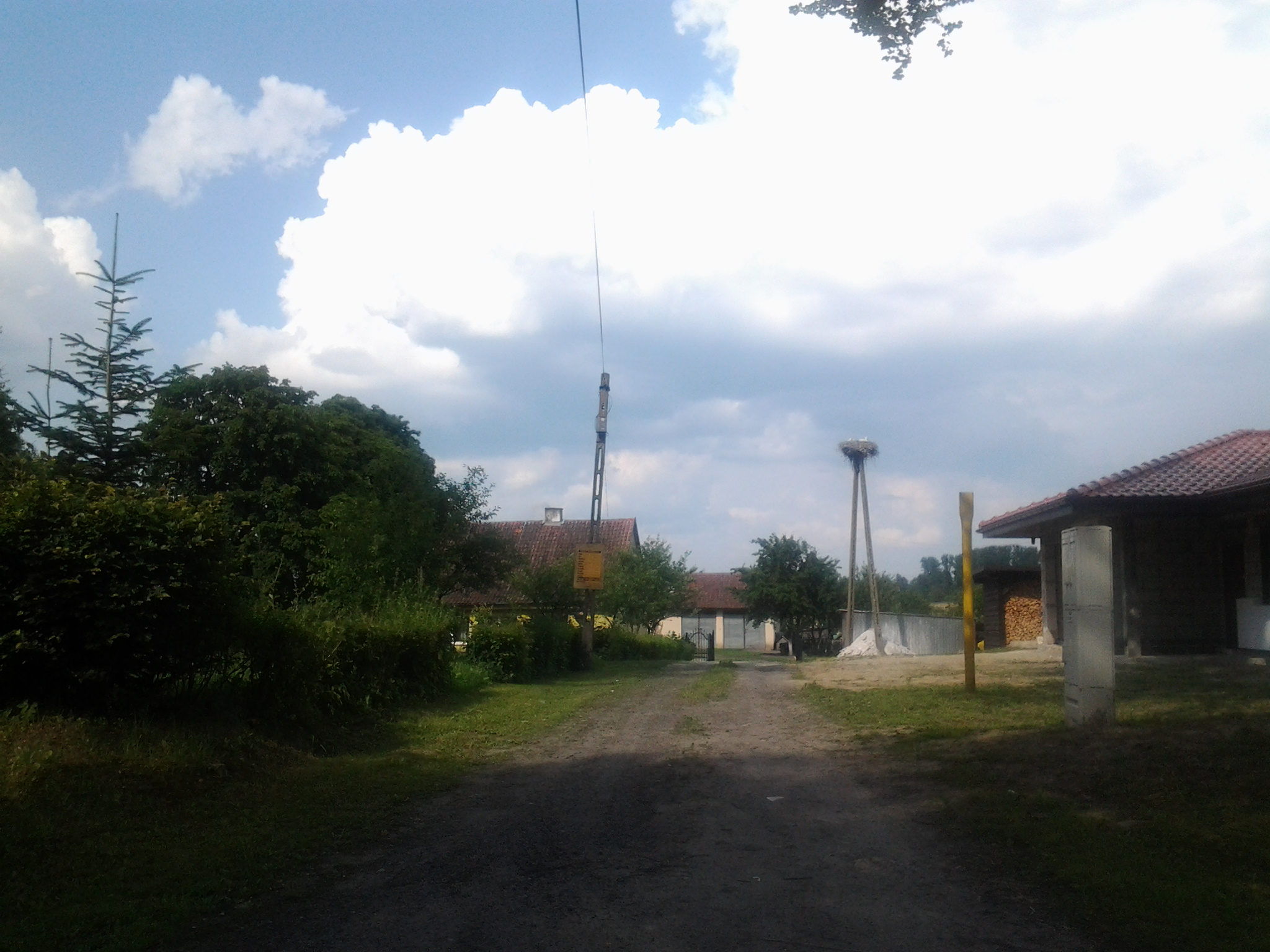
Dorfstraße mit Storchennest in Paustry

## Geographische Lage
Paustry und Paustry (Osada) liegen im Nordwesten der Woiwodschaft Ermland-Masuren, 16 Kilometer südwestlich der jetzt auf russischem Staatsgebiet gelegenen und früheren Kreisstadt Preußisch Eylau (russisch Bagrationowsk) bzw. 24 Kilometer nordwestlich der heutigen Kreismetropole Bartoszyce (deutsch Bartenstein).

## Geschichte

### Paustry/Paustern
Das aus einem Gut und Höfen bestehende seinerzeitige Peustern wurde vor 1400 gegründet. Nach 1414 nannte man das Dorf Pauteren, um 172 Pauterken und um 1785 Paustern. Als Gutsbezirk wurde Paustern 1874 in den neu gebildeten Amtsbezirk Wildenhoff (polnisch Dzikowo Iławeckie) im ostpreußischen Kreis Preußisch Eylau, Regierungsbezirk Königsberg, eingegliedert. 73 Einwohner zählte das Dorf Paustern im Jahre 1910.
Am 30. September 1928 verlor das Gutsdorf Paustern seine Eigenständigkeit und wurde in die Stadt Landsberg i. Ostpr. (polnisch Górowo Iławeckie) eingemeindet.
In Kriegsfolge kam 1945 das gesamte südliche Ostpreußen zu Polen. Paustern erhielt die polnische Namensform „Paustry“ und wurde aus der dann Górowo Iławeckie genannten Stadt wieder ausgegliedert. Heute gehört das Dorf zur Gmina Górowo Iławeckie (Landgemeinde Landsberg) im Powiat Bartoszycki (Kreis Bartenstein), von 1975 bis 1998 der Woiwodschaft Olsztyn, seither der Woiwodschaft Ermland-Masuren zugehörig.

### Paustry (Osada)
Die Osada (= „Siedlung“) Paustry liegt südlich des gleichnamigen Dorfs und wird von diesem durch die Straße Górowo Iławeckie–Lelkowo getrennt. Sie ist in ihrem Bestand erst nach dem Zweiten Weltkrieg entstanden. Auch sie gehört jetzt zur Landgemeinde Górowo Iławeckie (Landsberg).

## Religion
Bis 1945 war Paustern mit seiner mehrheitlich evangelischen Bevölkerung in das Kirchspiel der Stadtpfarrkirche Landsberg (Górowo Iławeckie) im Superintendenturbezirk Landsberg, Kirchenkreis Preußisch Eylau in der Kirchenprovinz Ostpreußen der Kirche der Altpreußischen Union, eingegliedert.
Heute leben fast ausschließlich römisch-katholische, aber auch ukrainische griechisch-katholische Einwohner im Dorf und in der Osada Paustry. Sie sind der römisch-katholischen Stadtkirche St. Agatha bzw. der griechisch-katholischen Kreuzerhöhungskirche (frühere evangelische Pfarrkirche) in Górowo Iławeckie im Erzbistum Ermland bzw. in der Eparchie Olsztyn-Danzig zugeordnet.

## Verkehr
Das Dorf Paustry und auch die Osada Paustry liegen an der Straße, die die Woiwodschaftsstraße 511 (ehemalige deutsche Reichsstraße 134) bei Górowo Iławeckie (Landsberg) mit der Woiwodschaftsstraße 510 (frühere Reichsstraße 126) bei Lelkowo (Lichtenfeld) verbindet. Eine Bahnanbindung besteht nicht.